# Georges Chihane
Georges Chihane (* 31. Mai 1953 in Haret Sakhr) ist ein libanesischer Geistlicher und maronitischer Bischof von Kairo.

## Leben
Georges Chihane studierte an der Universität St. Esprit und empfing am 12. August 1979 die Priesterweihe.
Papst Benedikt XVI. bestätigte die Ernennung zum Bischof von Kairo am 16. Juni 2012. Der Maronitische Patriarch von Antiochien und des ganzen Orients, Béchara Pierre Raï OMM, spendete ihm am 28. Juli desselben Jahres die Bischofsweihe; Mitkonsekratoren waren Samir Mazloum, emeritierter Kurienbischof in Antiochia, Guy-Paul Noujaim, emeritierter Kurienbischof in Joubbé, Sarba und Jounieh, Paul Youssef Matar, Erzbischof von Beirut, Francis Némé Baïssari, emeritierter Weihbischof in Joubbé, Sarba und Jounieh, Paul Nabil El-Sayah, Kurienbischof in Antiochia, Joseph Mohsen Béchara, Alterzbischof von Antelien, Simon Atallah OAM, Bischof von Baalbek-Deir El-Ahmar, François Eid OMM, Prokurator des maronitischen Patriarchen beim Heiligen Stuhl, Edgar Amine Madi, Bischof von Nossa Senhora do Líbano em São Paulo, und Michel Aoun, Bischof von Jbeil.
Am 13. Januar 2014 ernannte ihn Papst Franziskus zusätzlich zum Apostolischen Visitator für die maronitischen Gläubigen in den Ländern Nordafrikas außerhalb seines Jurisdiktionsbereichs.